# 6718 Beiglböck
6718 Beiglböck là một tiểu hành tinh vành đai chính với chu kỳ quỹ đạo là 1814.5521640 ngày (4.97 năm).
Nó được phát hiện ngày 14 tháng 10 năm 1990.